# Марина Смилец
Марина Смилец е българска принцеса и деспина на Крън, съпруга на деспот Алдимир.

## Произход
Тя е най-голямата дъщеря на българския цар Смилец и на съпругата му Смилцена Палеологина. Сестра е на цар Иван IV Смилец и на рашката кралица Теодора Смилец.
Вероятно е родена в Копсис, преди баща ѝ да заеме търновския престол, но прекарва детството си в Търново.

## Деспотица на Крън
След смъртта на Смилец през 1298 г. майката на Марина застава начело на регентството на малолетния си син Иван IV Смилец. Главните ѝ усилия през това време са насочени към укрепването на властта на сина ѝ и неутрализирането на останалите претенденти за короната. Основен претендент за царския престол е деспот Алдимир, брат на сваления от Смилец цар Георги I Тертер. За да го привлече на своя страна, Смилцена му предлага ръката на дъщеря си Марина и управлението на Крънска област. Алдимир приема предложението и така Марина става негова съпруга. Алдимир става един от основните поддръжници на властта на Смилцена и сина ѝ Иван. Заедно със съпруга си Марина се установява в средновековния Крън.
Марина ражда на Алдимир един син – Иван Драгушин.
През 1300 г. в Търново се извършва смяна на властта. Теодор Светослав, синът на сваления от Смилец Георги I Тертер и племенник на Алдимир, се завръща от татарски плен заедно с Чака, сина на татарския хан Ногай. Двамата влизат в столицата, а царицата и малолетният ѝ син търсят спасение във владенията на Марина и съпруга ѝ. Първоначално Алдимир се отнася подозрително към племенника си, но след отстраняването на татарина Чака от властта отношенията между Теодор Светослав и съпруга на Марина са подобрени. Двамата сключват договор, след което Алдимир получава крепостите Ямбол и Лардея. Вероятно след сключването на този съюз Алдимир моли тъща си и сина ѝ да напуснат владенията му. След това Смилцена и синът ѝ се отправят към Константинопол.
През 1304 – 1305 г. отношенията между Крънското деспотство и централната власт в Търново се влошават. Теодор Светослав превзема с войски областта, деспотът умира или е убит. Вероятно преследвани от българския цар, Марина Смилец и синът ѝ намират убежище в Константинопол, където по това време се намират майката и братът на деспотицата.
Марина Смилец е силна личност. В това отношение тя прилича на майка си царица Смилцена. Тя вероятно играе съществена роля в политиката на съпруга си Алдимир, а синът ѝ Иван Драгушин е евентуален съперник на цар Теодор Светослав.

## Изгнание в Константинопол
Тъй като е Палеологина по майчина линия и е братовчедка на император Андроник II, Марина придобива сериозни позиции в императорския двор. Това вероятно се дължи и на значителното богатство, което притежава като бивша деспотица на богатата Крънска област.
През 1314 г., прогонени от Стефан Милутин, в Константинопол пристигат сестрата на Марина, Теодора Смилец, полуслепият ѝ съпруг Стефан Дечански и синът им Стефан Душан. Марина вероятно се превръща във финансова и морална опора на семейството на сестра си. Това проличава и от щедростта, с която Стефан Дечански се отнася към Марина и сина ѝ Иван Драгушин, след като през 1321 г. заема престола в Рашка.

## Живот в Македония
От стенописите и надписите на църквата „Свети Георги“ в Полошкия манастир край Кавадарци става ясно, че деспотицата и синът ѝ получават обширни земи по река Черна в Македония, населени предимно с българи. Така след възцаряването на зет ѝ деспотицата и семейството на сина ѝ се установяват в Рашкото кралство, където след смъртта на Теодора Смилец деспотица Марина и семейството ѝ остават най-близките кръвни роднина по майчина линия на внука на цар Смилец и потомък на Георги I Тертер Стефан Душан, който, освен че е племенник на Марина, е и женен и за сестрата на Иван Александър Елена. По-късно Марина се замонашва под името Мария, но продължава да играе активна роля в политическия живот. Тя вероятно взема страната на племенника си Стефан Душан, когато той изпада в немилост пред баща си, който планира да го лиши от престолонаследието в полза на децата си от втория си брак с Мария Палеологина. Вероятно и на тези причини се дължи и фактът, че в споменатите надписи Стефан Душан нарича леля си своя „...истинска майка...“, а братовчед си Иван Драгушин – свой „...истински брат...“, което потвърждава близките отношения между Стефан Душан и семейството на Марина.
Марина Смилец надживява сина си, чийто гроб е намерен при археологически разкопки в Полошкия манастир. В манастирската църквата деспотицата е изобразена с едно малко момче, син на Иван Драгушин. Деспотица Марина Смилец умира на 7 април 1355 г. и е погребана в Скопие. Част от надгробния паметник на деспотицата е открит през 1852 г. от монаха Гедеон Йосиф Юришичи и е вграден в стената на скопската църквата „Свети Димитър“. По време на Първата световна война надписът е поставен в Народния археологически музей в София. След продължителни дипломатически преговори и при личното ходатайство на краля на сърби, хървати и словенци Александър I на 28 юли 1925 г. паметникът е върнат в Скопие.